# Tits-Alternative
In den mathematischen Gebieten der Gruppentheorie und linearen Algebra bezeichnet die Tits-Alternative eine Eigenschaft von Matrixgruppen, nämlich entweder fast-auflösbar zu sein oder eine nichtabelsche freie Untergruppe zu enthalten. Sie ist benannt nach dem belgisch-französischen Mathematiker Jacques Tits.

## Tits-Alternative
Es sei {\displaystyle K} ein beliebiger Körper und {\displaystyle GL(n,K)} die allgemeine lineare Gruppe, d. h. die Gruppe der invertierbaren Matrizen mit Einträgen aus dem Körper {\displaystyle K}.
Dann trifft für jede endlich erzeugte Untergruppe {\displaystyle \Gamma \subset GL(n,K)} genau eine der beiden folgenden Alternativen zu:
- {\displaystyle \Gamma } ist fast-auflösbar, d. h., es enthält eine auflösbare Untergruppe von endlichem Index, oder
- {\displaystyle \Gamma } enthält eine freie Untergruppe {\displaystyle F} vom Rang {\displaystyle rk(F)\geq 2}.

Die beiden Möglichkeiten schließen sich gegenseitig aus.
Dieser Satz wurde von Bass und Serre vermutet und 1972 von Jacques Tits bewiesen. Ein wesentliches Ingredient im Beweis war das Ping-Pong-Lemma.
Allgemein spricht man davon, dass eine Klasse von Gruppen die Tits-Alternative erfüllt, wenn alle Gruppen aus dieser Klasse entweder fast-auflösbar sind oder eine freie Untergruppe vom Rang {\displaystyle \geq 2} enthalten.

## Beispiele
Die Tits-Alternative gilt für zahlreiche Klassen von Gruppen, darunter die folgenden:
- Endlich erzeugte Untergruppen von {\displaystyle GL(n,K)} für einen beliebigen Körper {\displaystyle K}
- Hyperbolische Gruppen[1]
- Abbildungsklassengruppen kompakter Flächen[2]
- {\displaystyle Out(F_{n})}[3]
- Gruppen, welche frei und eigentlich auf einem CAT(0)-Würfelkomplex wirken[4]
- Gruppen polynomieller Automorphismen des {\displaystyle \mathbb {C} ^{2}}[5]
- Gruppen bimeromorpher Automorphismen kompakter Kählermannigfaltigkeiten[6]
- Gruppen birationaler Abbildungen kompakter Kählerflächen[7]

## Gegenbeispiele
Eine Gruppe, für die die Tits-Alternative nicht gilt, muss entweder
- eine mittelbare Gruppe, aber nicht fast-auflösbar sein

oder aber
- nicht mittelbar sein, aber keine freie Untergruppe vom Rang {\displaystyle \geq 2} enthalten.

Gruppen mit einer dieser beiden Eigenschaften sind schwer zu konstruieren und gelten als exotisch. Man kennt inzwischen aber eine Reihe von Beispielen:
- die Thompsonsche Gruppe
- die Tarski-Gruppe
- die Burnside-Gruppen {\displaystyle B(m,n)} für {\displaystyle n\geq 665} ungerade
- die Grigortschuk-Gruppe.

Es gibt endlich erzeugte auflösbare Gruppen, deren Automorphismengruppen nicht der Tits-Alternative genügen.